# Pedro Moreno González de Hermosillo
Pedro Moreno González de Hermosillo (La Daga hacienda, Santa María de los Lagos (ma Lagos de Moreno) mellett, 1775. január 18. – El Venadito haciendánál, Guanajuato mellett, 1817. október 27.) mexikói függetlenségi harcos volt.

## Élete
A ma Jalisco államban, Lagos de Moreno mellett található helyen fekvő La Daga haciendában született Manuel Moreno Verdín és María del Rosario González fiaként. Francisco García Diego kaliforniai püspök unokatestvére volt és távoli rokona Francisco Verdín y Molina 17. századi valladolidi püspöknek is.
Guadalajarában először humán tudományokat és filozófiát tanult, majd jogi tanulmányokat folytatott. A 18. század végén visszatért szülőföldjére és kereskedelemmel kezdett foglalkozni: ruházati és üvegcikkeket árult valamint San Luis Potosíban beszerzett élelmiszereket. Emellett igazgatta saját haciendáit: a La Saucedát és a Matanzas de Abajót, valamint a Coyotes ranchót.
1799. május 1-jén feleségül vette Rita Pérez Jiménezt, aki később szintén a függetlenségi háborúban jeleskedett férje mellett. Amíg itt éltek, egy fiuk és három lányuk született: Luis, Josefa, Luisa és Guadalupe.
Moreno már a függetlenségi háború kezdetekor kapcsolatba lépett annak több fontos résztvevőjével is (de a harcokhoz aktívan nem csatlakozott), ezért a spanyolok szemében gyanússá vált: figyeltették és nem egyszer börtönnel is fenyegették. 1813 végén üzleti útja során eljutott Apatzingánba, ahol megismerte José María Morelos művét, a Sentimientos de la Naciónt. Ez is hozzájárult ahhoz, hogy hazatérve hamarosan, 1814. április 13-án kihirdesse, amit már hónapok óta tervezett és ami miatt heves vitákba is keveredett ismerőseivel: harcba indul a felkelők oldalán. Egy főként földművesekből és családtagjaikból álló sereget toborzott maga köré.
Első összecsapásukra az ellenséggel május 4-én került sor: Santiago Galdámez jóval képzettebb seregétől ekkor még vereséget szenvedtek, de Moreno kijelentette: „Így tanulok meg győzni!”, és valóban: a következő csatákban már jóval sikeresebben harcoltak. Las Jaulasnál és Ojo de Aguánál is győzelmet arattak, ráadásul ez utóbbi csatában magát Galdámezt is megölték.
Ezután számos kisebb csata következett (Altos de Ibarra, San Juan de los Herreros, San Juan de los Llanos, Comanjá), majd a szülőhelye melletti, Leóntól 25 km-re álló Sombrero nevű erődben rendezkedett be és innen irányította a Bajíót és a környező fennsíkok területét bejáró portyázásait. Az erődöt évekig védte, hiába ostromolták többször is a spanyolok. Időközben az erődben született még két gyermeke: Severiano és Prudencia.
Mivel kétéves kislányát, Guadalupét nem akarta a háború veszélyeinek kitenni, a gyermeket Ignacio Bravo atyára bízta. A papot azonban hamarosan elfogták és börtönbe zárták, a gyermeket pedig kis híján megölték. Bár a spanyolok felajánlották, hogy a kislányt a Moreno által őrzött spanyol foglyokért cserébe visszaadják, ő ebbe nem egyezett bele. Amikor Pedro Vega atya, a spanyolok követe erről akart vele tárgyalni, kijelentette: „A lányom, a maga rövid életével, semmivel sem használ a függetlenségnek. Van négy másik gyermekem, akiket még elvihettek, de az erődöt nem adom át.”
Francisco Xavier Mina 1817. június 24-én érkezett meg a Sombreróba. Vele és Encarnación Ortizszal San Juan de los Llanos mellett gyors győzelmet arattak a spanyolok felett, július 7-én az erődített Jaral hacienda bevétele után pedig 1 400 000 pesónyi vagyont és élelmet találtak.
A Sombrerót július végén a spanyolok Pascual Liñán vezetésével ostromolni kezdték. Bár a támadóknak 2500 embere és 14 ágyúja volt, első, 4-i támadásukat a védők visszaverték. 7-én Mina megpróbált kijutni a körbezárt erődből, hogy élelmet juttasson be, de nem járt sikerrel. Másnap éjjel azonban kijutott onnan és a Los Remedios erődbe ment, ahonnan megpróbált erősítést juttatni az ostromolt és egyre inkább vízhiánnyal küzdő Sombreróba. A reménytelenség, az éhség és a szomjúság viszont végül arra kényszerítette Morenót, hogy 19-én adják fel az erőd védelmét és este meneküljenek el onnan. A menekülőkön azonban a spanyolok rajtaütöttek: hatalmas vérengzés kezdődött. Sokan, köztük Moreno felesége és gyermekei az erődbe vonultak vissza, vesztükre: amikor másnap reggel a spanyolok bevonultak a feladott erődbe, mintegy 200 foglyot azonnal agyonlőttek. Az erődöt földig rombolták, Moreno családtagjait pedig fogságba vetették: először Leónban, majd Silaóban őrizték őket, itt a két legkisebb gyermek meghalt.
Az a kevés ember, aki meg tudott menekülni a Sombreróból, köztük Moreno, a Los Remedios-erődben csatlakozott Minához és annak kapitányához, José Antonio Torreshez. Liñán azonban ezt az erődöt is ostrom alá vette, ezúttal már 6000 emberrel. Mina elmenekült, majd embereivel a következő napokban további erősítést próbált meg szerezni, eközben a Bizcocho haciendát és San Luis de la Pazt sikerült elfoglalniuk, de San Miguel el Grandét nem.
Október 25-én Moreno és Mina csapatai megtámadták Guanajuato városát, de az ostrom során embereik szétszóródtak és a vezérek is alig tudtak elmenekülni a keskeny utcák szövevényes hálózatában. Ezután egy rövid időre a Venadito ranchóban találtak menedéket, azonban 27-én Francisco de Orrantía emberei rajtukütöttek, Morenot egy lövöldözés során megölték, Minát pedig foglyul ejtették és kivégezték.
Moreno holttestének fejét levágták és elrettentésül kifüggesztették Lagosban. Testének többi részét a La Tlachiquera haciendában földelték el, de 1823-ban Mexikóvárosba szállították át, később pedig a Függetlenség-emlékmű alá temették el. Feje azonban nem itt, hanem a Templo de La Merced nevű templomban van. A Sombrero hűlt helyén emlékművet emeltek, a vörös kőből készült emlékoszlopon egy babérág és egy elszakított lánc mellett az alábbi felirat olvasható: „Al general don Pedro Moreno y compañeros héroes de la Patria, mártires de la libertad” („Don Pedro Moreno tábornoknak és társainak, a Haza hőseinek, a szabadság vértanúinak”).